# Сан Феличе II (Салерно)
Сан Феличе II је насеље у Италији у округу Салерно, региону Кампанија.
Према процени из 2011. у насељу је живело 164 становника. Насеље се налази на надморској висини од 292 м.